# 파베시 치나
파베시 치나(Parvesh Cheena, 1979년 7월 22일 ~ )는 미국의 배우, 성우, 영화 제작자이다.
일리노이주에서 태어났다.

## 출연 작품

### 영화
- 우리 동네 이발소에 무슨 일이 (2002)
- 우리 동네 이발소에 무슨 일이 2 (2004)
- The Big Empty (2005) - 단편
- 철없는 그녀의 아찔한 연애코치 (2007)
- Universal Remote (2007)
- 콜링 인 러브 (2008)
- Karma Calling (2009)
- The 5 (2011) - 단편
- or Die (2012) - 단편
- 블러드서킹 바스터즈 (2015)
- Everything Before Us (2015)
- Man Up (2015)
- The First Session (2015) - 단편
- The Tiger Hunter (2016)
- 타코 가게 (2018, Taco Shop)
- 레이디와 트램프 (2019)
- 나의 첫 번째 슈퍼스타 (2020) - 드라이 클리너 역
- 뮤직 (2021)

### 텔레비전
- 아웃소스드 (2010년) - 굽타 역